# 7052 Octaviabutler
A 7052 Octaviabutler (ideiglenes jelöléssel (7052) 1988 VQ2) a Naprendszer kisbolygóövében található aszteroida. Eleanor F. Helin fedezte fel 1988. november 12-én.